# Canthium monstrosum
Canthium monstrosum är en måreväxtart som först beskrevs av Achille Richard, och fick sitt nu gällande namn av Elmer Drew Merrill. Canthium monstrosum ingår i släktet Canthium och familjen måreväxter. Inga underarter finns listade i Catalogue of Life.